# Nupserha taliana
Nupserha taliana là một loài bọ cánh cứng trong họ Cerambycidae.